# Vraignes-lès-Hornoy
Vraignes-lès-Hornoy település Franciaországban, Somme megyében. Lakosainak száma 95 fő (2022. január 1.). Vraignes-lès-Hornoy Bettembos, Hornoy-le-Bourg, Lamaronde és Thieulloy-l’Abbaye községekkel határos.

## Népesség
A település népessége az elmúlt években az alábbi módon változott:
| Lakosok száma | 89   | 92   | 97   | 96   | 96   | 97   | 96   | 96   | 95   |
|               | 2013 | 2015 | 2016 | 2017 | 2018 | 2019 | 2020 | 2021 | 2022 |